# Hebi
Hebi (鹤壁 ; pinyin : Hèbì) est une ville du nord de la province du Henan en Chine.

## Subdivisions administratives
La ville-préfecture de Hebi exerce sa juridiction sur cinq subdivisions - trois districts et deux xian :
- le district de Qibin - 淇滨区 Qíbīn Qū ;
- le district de Shancheng - 山城区 Shānchéng Qū ;
- le district de Heshan - 鹤山区 Hèshān Qū ;

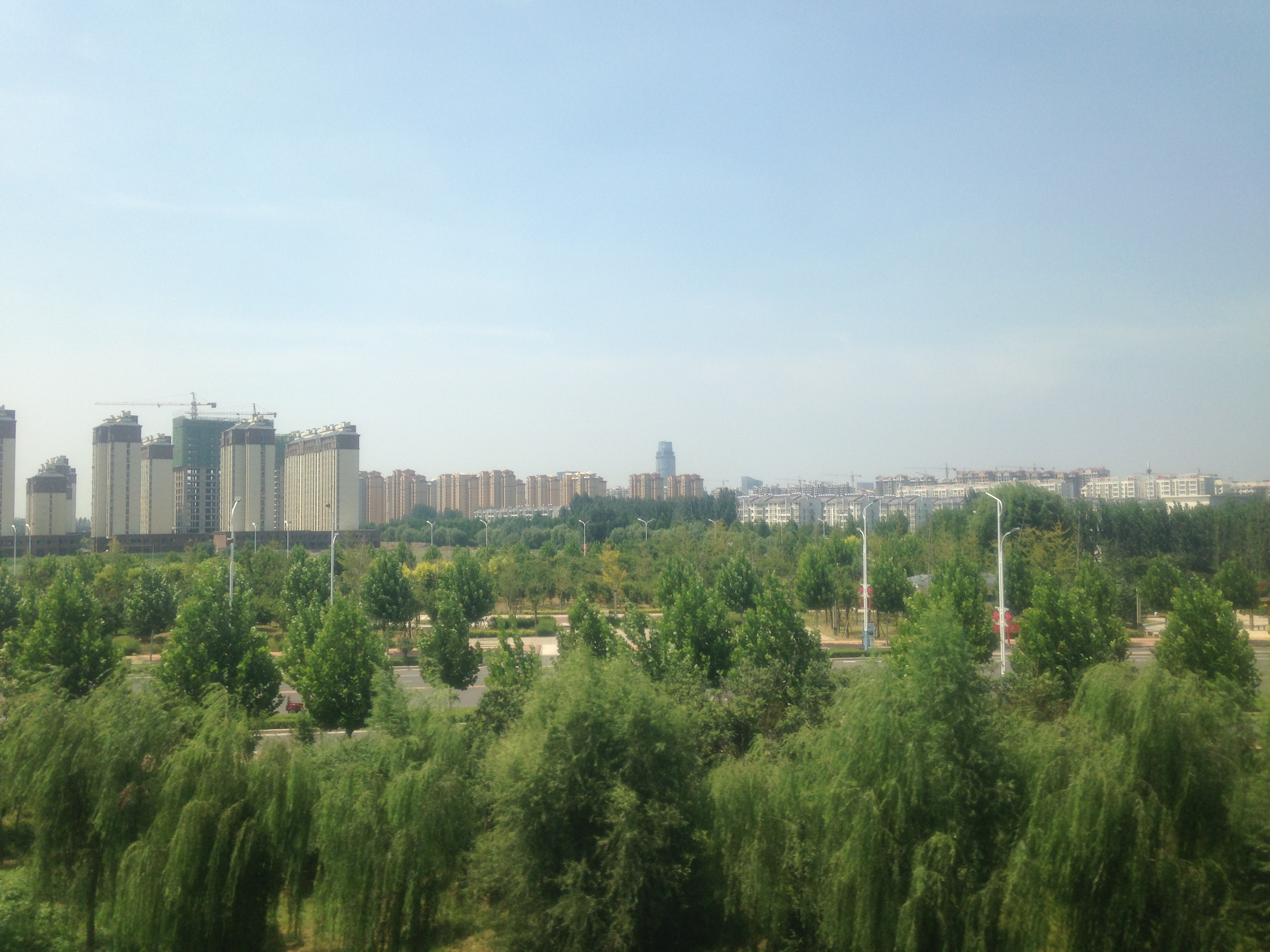
Vue de la zone proche de la gare Tsurukabe Higashi depuis l'intérieur du train sur la ligne passagers Sekibu

- le xian de Jun - 浚县 Jùn Xiàn ;
- le xian de Qi - 淇县 Qí Xiàn.